# Gheada
La gheada (pronunciado [ħeˈaða̝]) es un fenómeno fonético del idioma gallego que consiste en la articulación de la g fricativa u oclusiva velar sonora como una fricativa velar sorda similar a la j castellana. En algunos dialectos del gallego los sonidos que en otros dialectos son [ɣ] y [g] se pronuncian [x] y [ħ] respectivamente.
Este fenómeno se da en todas las combinaciones posibles en que la G aparece en el sistema fonemático: en posición interior intervocálica o ante L o R; en posición inicial seguida de vocal o ante L o R; y en posición interior postconsonántica, seguida de vocal o ante L o R. Por ejemplo, en la pronunciación de paga, gloria, auga, guardia, algo, la g se realizaría como una fricativa velar /x/: paxa, xloria, auxa, xuardia, alxo. 

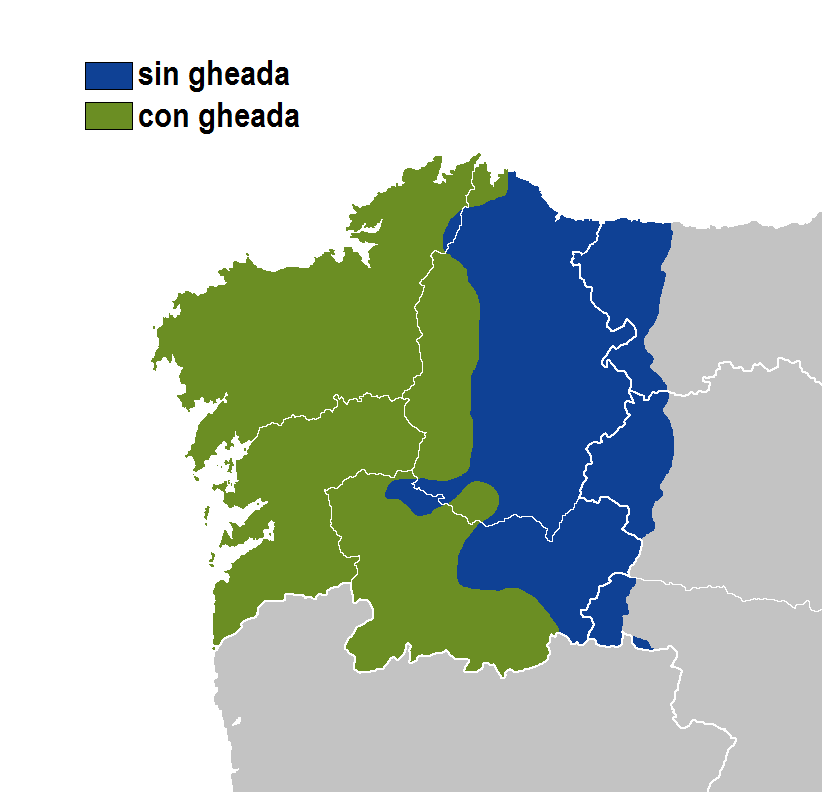
Esta característica lingüística se produce sólo en idioma gallego, por lo general nunca en la variedad del castellano de Galicia.

El primer testimonio veraz de la gheada data de 1833, aunque el fenómeno lingüístico parece ser anterior a esta fecha y posterior a 1758. En el siglo XVIII no se han encontrado referencias evidentes a la utilización de la geada.
Este fenómeno predomina en la parte occidental del territorio lingüístico gallego. Comprende, en concreto, las provincias de La Coruña, Pontevedra, la parte más occidental de Lugo y la mitad occidental de Ourense.
A lo largo de la historia se le ha atribuido a la gheada un carácter rústico y, ya desde su origen, fue rechazado y se adoptó una actitud negativa respecto a su utilización. Es por ello que hoy la gheada está en retroceso y con el paso del tiempo va disminuyendo su presencia en Lugo y Ourense. No obstante, se trata de un importante marcador sociolingüístico que contribuye a la identificación del lugar de origen y clase social del hablante.
Según la normativa oficial de la lengua gallega, la gheada se puede utilizar libremente en el lenguaje oral, pero nunca en el escrito. Este sonido se representa mediante el dígrafo ˂gh˃:
- /gato/ --> ghato ['ħato]
- /pago/ --> pagho ['paħo]

Sin embargo, es admitida por la Real Academia Gallega, que la considera una variante dialectal más del gallego.

## Diferencia entre «gheada» y«gueada»
La gueada se trata del fenómeno fonético inverso a la gheada. Mientras que la gheada gallega consiste en la realización de la /g/ como una /x/, la gueada le da justo el uso opuesto, es decir, lleva a pronunciar la /x/ como una /g/. 
La gueada es la predecesora de la gheada. Así, la pronunciación de reja como rega o faja como faga serían ejemplos de gueada, mientras que la pronunciación de gato como jato, pega como peja o higo como hijo, serían ejemplos de gheada.

## Grafemática
Desde su nacimiento, la geada se contempla de acuerdo con la perspectiva castellana. El primer principio relativo a su uso se basa en la presuposición de que un grafema g (ante e, i) o j (ante o, u, a) tiene el mismo valor fonético que presenta en castellano.
Sin embargo, vemos restricciones temporales en esta perspectiva, pues no es posible antes de mediados del siglo XVI, dar valor de /x/ a los grafemas g, j, y x. Hasta aquella fecha, estos grafemas correspondían a sonidos idénticos a los que entonces tenían el gallego y el portugués; la g y j representaban una /ʒ/ y la x una /ʃ/. Será, por tanto, complicado, encontrar una g o una j que puedan corroborar la existencia de la geada antes del siglo XVII.
No obstante, recogen otros estudios, que a partir de la segunda mitad del siglo XVI podría ya darse, solo entre las personas con acceso a una educación reglada, una pronunciación /x/ de la g ante vocales palatales y de la j ante todas ellas. 
Otro rasgo importante a tener en cuenta, es la tradición escrita del gallego, que si ya era dudosa hasta el siglo XVI, a partir del segundo tercio del mismo ya no existe. El castellano ocupará su lugar entre los letrados y el gallego quedará relegado a lengua exclusivamente oral. A partir de este momento, el gallego se moldeará sobre el castellano grafemáticamente.

## Influjo castellano
Es la geada gallega un fenómeno inusual dentro del ámbito de las lenguas románicas, puesto que el sonido [x] no se halla en muchos dialectos románicos. Sin embargo, el castellano sí que cuenta con [x], pronunciación que resulta extranjera para lenguas como el portugués o el catalán. Es clara la influencia que el castellano ha ejercido históricamente sobre el gallego, tanto es así, que sobre esta idea surgió la “tesis castellanista”, que defiende precisamente que la geada nació por influjo castellano. 
Pensado sostiene esta tesis y cree la geada producto de un bilingüismo defectuoso castellano-gallego que traería consigo un desconcierto a la hora de pronunciar en esta última lengua.
Por otro lado, Zamora Vicente sostiene una “tesis autonomista”, que explica el desarrollo de la geada apelando al “arraigado primitivismo de la cultura y la lengua rural del Noroeste hispánico”. Además, defiende que se ha de buscar su causa en un fenómeno de sustrato pre-indoeuropeo vigente todavía.

## Perfil histórico
Dado el poco auxilio que la grafemática ha proporcionado para el descubrimiento de la geada, la búsqueda de su perspectiva histórica no resultó nada fácil a los profesionales. Contamos en la literatura con algunos testimonios directos de este fenómeno, de hecho, las mejores fuentes en cuanto al perfil histórico de la geada son las que se limitan a señalar el hecho.
Un ejemplo de geada es el que aparece en el Romanze Gallego de Correa Mendoza y Sotomayor:
«Os prolojos encurtemos»
Se ha de leer /próloxos/, aunque la pronunciación /próloʃos/ es también posible.
En este pasaje de un documento de la jurisdicción de Jallas de 1652, escrito en castellano, encontramos un ejemplo de gueada:
«fuelles, fouciños, higüelas, taravelas, escroupes, martillos, sartenes, potes, y otros diferentes aguares de valor de más de veinte ducados»
En esta serie de utensilios domésticos es palpable que se realiza una traducción solo parcial. Los foles se hacen fuelles, los fouciños no sabe cómo traducirlos al castellano y lo mismo sucede con las taravelas y los escroupes. Sin embargo, sí que sabe traducir los martelos, las sartañas y los potes. Pero esa higüela, que se corresponde en castellano con la «azuela», el escribano la esquiva y traduce en castellano higüela. Aunque es posible que la –güe- sea fruto de la regla de tránsito: -ó- gall. = -ue- / -güe- cast., preferimos interpretarla como un caso de gueada, lo mismo que los aguares que siguen. Esto es indicio de que ya conocía el diglósico escribano que a una /ʃ/ de su gallego correspondía una /x/ en castellano que sustituye a conciencia por una /g/. Probablemente se debe a que la /x/ en castellano es, en cierto modo, extraña a su sistema fonemático.
En el siglo XVIII la gueada se hace cada vez más frecuente debido a la presión del castellano y la pronunciación generalizada de su /x/. El aumento de la burocracia centralista borbónica (que impone y expande su lengua) también contribuye a la castellanización. 
B. Pereira en los Adagios Portuguezes  (ed. Prosodia de 1741) recoge:
«El consejo del viego. Prospectandum latrante cane vetulo» 
A mitad de siglo ya era común el carago del castellano carajo y lo vemos con frecuencia en J. Agostinho de Macedo: «Eternas côrtes dos caragos ôcos, eu as achei primeiro» ya en referencia a los españoles, ya a los gallegos: «o corpo colossal dos vis caragos».
Entrado el siglo XIX los ejemplos son muy abundantes, se dan tantos casos de geada que perduran hasta la actualidad

## El conflicto entre /g/ y /x/ en Galicia
A la mayor parte de las clases bajas de las ciudades no les suponía un gran inconveniente, ya que todos optaban por la vía más cómoda, que consiste en la «adaptación» con la /g/. De este modo, surge la dialéctica /g/ frente a /x/ en castellano-galleguizado, gallego-castellano, o champurrado.
La causa que explica esta oposición se basa en que la /g/ es el estorbo natural que interfiere entre una /x/ y una reproducción de esta en el castellano de Galicia o los préstamos del castellano necesarios para el gallego-hablante nativo. Por ejemplo: un gallego tiene que usar los siguientes términos: bajo, hijo, ceja. El primer paso que toma es el de la adaptación. Estas palabras quedarían en: bago, higo, cega. En estos casos particulares al cambiar el sentido la sustitución es fácil llegar a la confusión.
Sarmiento habla de un gallego champurrado que hace referencia a la mezcla de castellano y gallego o gallego y castellano. Este gallego champurrado, que se habla en las villas costeras y las ciudades, difiere del puro que se habla en las aldeas. Hay que tener en cuenta también el dato de que la gente que habla peor gallego tiene mayor prestigio social que la que lo habla bien. Los que hablan un mal gallego tenían más reconocimiento que los que lo hablaban bien porque quedaban comprendidos en una dialéctica superior: la ciudad por encima del campo, la villa mejor que la aldea.
Del castellano champurrado con /x/ y sin /g/ se llega al gallego (con /x/ y sin /g/) y así se produce el gallego con geada.

## Efectos de la gueada en la lengua gallega
Mientras el castellano y el gallego compartieron el fonema /ʃ/ no hubo ningún inconveniente, como mucho se podían dar algunas diferencias en las reglas de paso de una lengua a otra. Desde su comienzo la correspondencia gallego -ll- / castellano -j- (= ʒ > ʃ) dio lugar a igualaciones en favor del castellano. Tal es el caso de añejo que puso anejo al lado del tradicional anello, disminuyendo su uso. Otro ejemplo es el de la lenteja que logra hacerse un hueco en la familia de la lentilha o lentella y bajo el patrón de lentejuela introducir una lentejoula o lentexoila.
Un ejemplo claro es el del abrojo (-j- = -ʃ-) que convive con un abrollo en las Papeletas de un Diccionario Gallego de Sobreira.
También en esta misma fuente conviven el bandujo y el bandullo y, de la misma manera, el barajar y el barallar.
Desde los primeros tiempos de la lengua gallega hasta hoy, en los términos se fue aumentando el uso de la equivalencia -ll- / -j- o -x-, como ya se ha mencionado antes, buscando el beneficio del castellano. Sin embargo, ya en el siglo XVII, al pasar a /x/ la /ʃ/ se produce un nuevo contraste entre ambas lenguas que opone la /ʃ/ en gallego frente a la /x/ en castellano. Surge una nueva regla de paso: /š/ gallega = castelano /x/ que será de gran utilidad para los que se muevan en los dos sistemas.
A pesar de todo esto, el deseo de acceder a la lengua superior por parte de los gallegos hace que recurran a la adaptación del nuevo fonema /x/ como la /g/ de su sistema. Distinguimos, por tanto, una nueva equivalencia: a la /ʃ/ tan característica del gallego le corresponde en el castellano de los gallegos una /g/ y en el correcto una /x/. Esta correspondencia será perjudicial para ambos sistemas. Conducirá a que en el castellano se produzca una neutralización de la oposición /g/ /x/ y en el gallego llevará a una nueva equivalencia /g/ = /ʃ/. Es por ello, que al galleguizar una voz procedente del castellano como prólogo, dará lugar a /próloʃo/, porque por aquel entonces la /g/ era el sustituto en castellano de la /ʃ/ nativa; la geada aún no estaba en el horizonte. Un ejemplo de la época en la que se daba esta igualación es el siguiente: el andrajo castellano se adaptó de dos formas diferentes: por un lado andrago, por otro andrajo. También tenemos los xorelos y gorelos que se castellanizan en jurelo.